# Годомар II
Годомар II (д/н — 534) — останній король бургундів.

## Життєпис
Молодший син Гундобада, короля бургундів. Про дату народження та молоді роки нічого невідомо. У 523 році франки на чолі з королями Хлодомиром, Хільдебертом I і Хлотарем I вдерлися у володіння бургундів. Годомар разом з братом — королем Сигізмундом виступив з військом проти супротивників. Проте бургундська армія зазнало поразки, а Сигізмунд потрапив у полон. Невдовзі усе бургундське королівство було захоплено. Зібравши нову армію, 524 року Годомар з її допомогою відвоював королівство. У відповідь на це Хлодомір стратив Сигізмунда, його дружину і двох синів. Незабаром франки знову виступили проти Годомар, який на той час став королем. У вирішальній битві при Везеронсі (на схід від Ліону) 21 червня 524 року бургунди здобули перемогу, а франкський король Хлодомр загинув. Ця поразка змусила франків залишити завойовані землі бургундів.
В Амбер'є в 524 році були прийняті додавання до Бургундської правди. У них йшлося про право приймати бургундів, які втекли з областей, зайнятих остготами, і нарівні з іншими розглядалося питання про надання волі рабам, що втекли в воєнний час до Бургундії. У 533 році Амаласунта, регентша Остготського королівства повернула Годомару II захоплені у бургундів в 508—509 роках землі з містами Авіньйон і Оранж, бажаючи здобути підтримку.
У 532 році франкські королі Хільдеберт I, Хлотар I і Теодоріх I знову напали на Бургундське королівство. Ворог взяв в облогу Отен. А потім завдав бургундам важкої поразки і примусив Годомара II відступити із залишками армії, вони зайняли все королівство бургундів. У 534 році після загибелі Годомара II воно було поділено на три частини між франкськими королями: Хільдеберт I отримав центральну частину з містами Ліон, В'єнн, Гренобль і Женева, Хлотар I — південну (до річки Дуранс), Теодоріх I — північну з містами Діжон, Безансон, Лангр, Отен.